# コマンド記号
⌘はコマンド記号（コマンドきごう）と呼ばれる記号である。主にApple製ハードウェア用キーボードのコマンドキーに刻印されている。記号の形状からプロペラや四葉、クローバーと呼ばれることもある。

## 歴史
この記号は、北欧で400年 - 600年ごろ作られ、コマンド記号を含んだ石版などが発見されている。
この記号は1000年前のフィンランドの木製のスキーにも使用されていた。

## 現代の用途

スウェーデンの道路標識

北欧にある、デンマーク、アイスランド、ノルウェー、フィンランド、スウェーデン、エストニアでは名所旧跡を表す道路標識として使用されている。

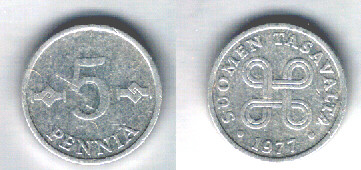
フィンランドの5ペンニ硬貨

フィンランドでは5ペンニの硬貨に使用されていた。
ベルギーのプロキシマス社のロゴに使われている。

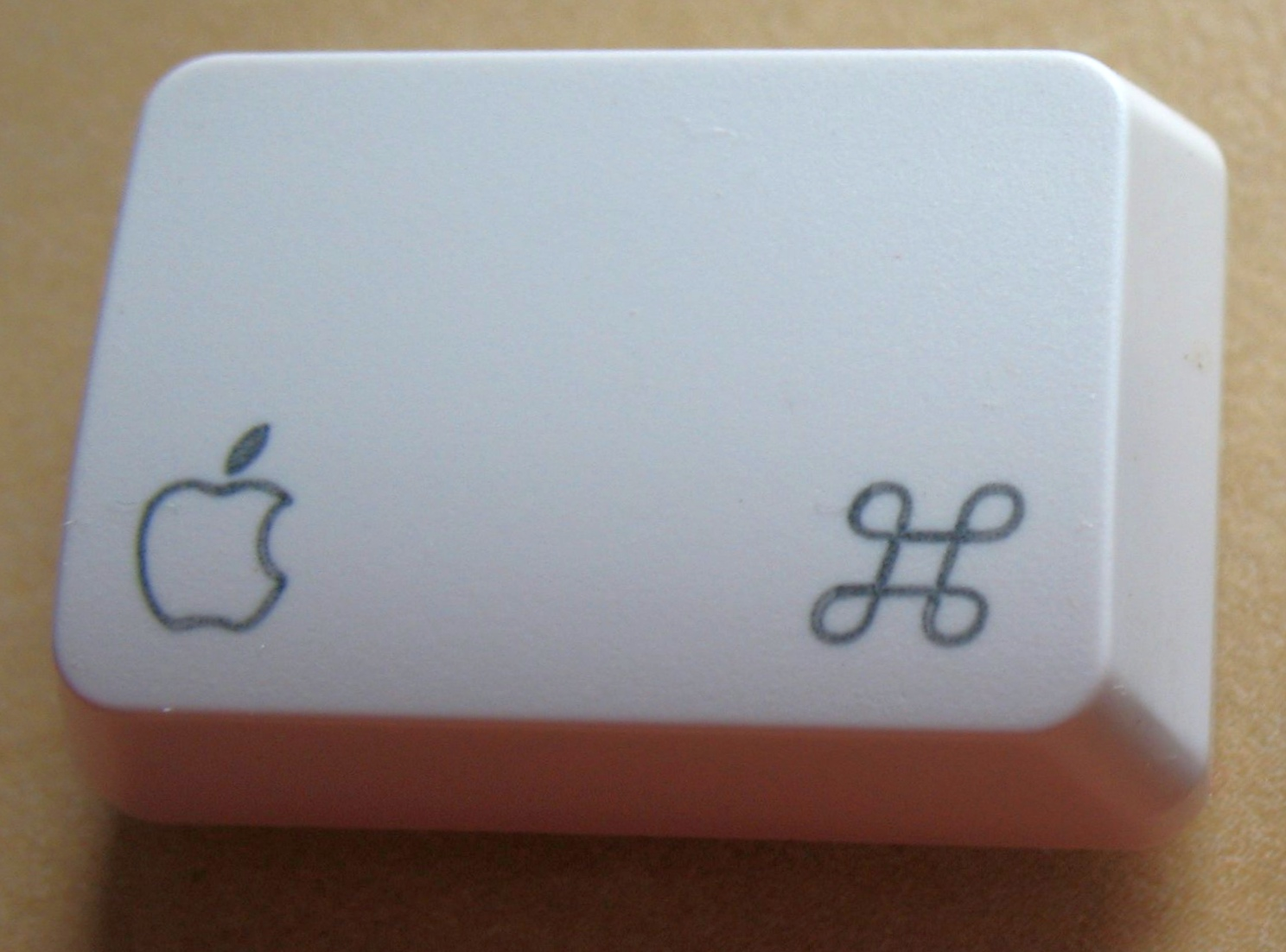
コマンドキー

AppleのMacでは、修飾キーとして、コマンドキーとよばれるキーが使用され、コマンド記号が刻印されている（2007年以前は、コマンド記号と並んでAppleマークも刻印されていた）。
コンピュータにおけるコマンドキーを説明する手段のため、文字コードとしてはMacの文字コードとして含まれており、ユニコードでも採用され、その後JIS X 0213にも含まれるようになった。

## 数式による表現
この記号は次の方程式を満たす点 {\displaystyle (x,y)} の集合として表現される。
{\displaystyle \exists t\in \mathbb {Z} \ \mathrm {s.t.} \ {\begin{cases}x=3\cos(t)+2\cos(3t)\\y=3\sin(t)-2\sin(3t)\end{cases}}}

## 符号位置
| 記号 | Unicode | JIS X 0213 | 文字参照         | 名称                                |
| ---- | ------- | ---------- | ---------------- | ----------------------------------- |
| ⌘    | U+2318  | 1-7-92     | &#x2318; &#8984; | コマンド記号 PLACE OF INTEREST SIGN |